# Station Plouigneau
Station Plouigneau is een spoorweghalte in de Franse gemeente Plouigneau. Zij wordt bediend door treinen van het netwerk  TER Bretagne op de trajecten van Saint-Brieuc of Guingamp naar  Morlaix of Brest.